# دانيال بيتي
دانيال بيتي هو محامي وسياسي كندي، ولد في 27 سبتمبر 1948 في بلجيكا. حزبياً، نشط في حزب المحافظين الكندي. وقد انتخب عضو مجلس العموم الكندي.